# Iglesia de San Juan Apóstol y Evangelista
La iglesia parroquial de San Juan Apóstol y Evangelista es un templo católico situado en la plaza de la Constitución de la población de Masamagrell en la comarca de la Huerta Norte de la Comunidad Valenciana. El templo data del siglo XVIII.
El edificio tiene la condición de Bien de Relevancia Local según la Disposición Adicional Quinta de la Ley 5/2007, de 9 de febrero, de la Generalidad Valenciana, de modificación de la Ley 4/1998, de 11 de junio, del Patrimonio Cultural Valenciano (DOCV Núm. 5.449 / 13.02.2007).

## Descripción
Tiene una torre barroca de planta cuadrada y una altura de 47'5 metros hasta la punta, la decoración del remate es clásica y las pilastras que hay en cada lado de los arcos semicirculares están realizadas en estilo dórico. Tiene cinco campanas denominadas: el Cimbolet, la Marina, la Valenciana, la Secana y la Saguntina.
Joan Celda de la Visitació, sacerdote y pintor, titular de la parroquia desde 1980 hasta 1995,  ha dejado una muestra de su creación artística en las paredes de la iglesia parroquial de Masamagrell.